# Primera División de Venezuela 1967
La temporada 1967 de Primera División fue la decimoprimera edición de la máxima categoría del Fútbol Profesional Venezolano.

## Equipos participantes
Fue jugada por nueve equipos: 4 Equipos de colonias y 5 Equipos locales
| Club                | Estado           |
| ------------------- | ---------------- |
| Anzoátegui F.C.     | Anzoátegui       |
| Atlético Aragua     | Aragua           |
| Deportivo Galicia   | Distrito Federal |
| Deportivo Italia    | Distrito Federal |
| Deportivo Portugués | Distrito Federal |
| Lara F.C.           | Lara             |
| Litoral F.C.        | Vargas           |
| U.D. Canarias       | Distrito Federal |
| Valencia F.C.       | Carabobo         |

## Historia
El torneo fue simple de tres (3) rondas, y al final el campeón se decidió por puntos en una tabla única. El Aragua FC se retiró del torneo y no jugó en la segunda mitad de la temporada, por lo que sus partidos ganados o empatados fueron dados en pérdida.
El campeón fue el Deportivo Portugués, mientras que otro equipo de colonia -el Deportivo Galicia- llegó de segundo. 
Primer goleador: el brasileño Joao Ramos (Deportivo Portugués), con 28 goles.

Deportivo Portugués

Campeón
4.º título

## Tabla Cumulativa
| Pos | Equipo              | J  | G  | E  | P  | GF | GC | DG  | Ptos |
| --- | ------------------- | -- | -- | -- | -- | -- | -- | --- | ---- |
| 1   | Deportivo Portugués | 30 | 19 | 9  | 2  | 67 | 32 | 35  | 47   |
| 2   | Deportivo Galicia   | 30 | 15 | 10 | 5  | 45 | 28 | 17  | 40   |
| 3   | Lara F.C.           | 30 | 15 | 5  | 10 | 61 | 41 | 20  | 35   |
| 4   | Deportivo Italia    | 30 | 11 | 11 | 8  | 44 | 41 | 3   | 33   |
| 5   | Litoral F.C.        | 30 | 9  | 12 | 9  | 43 | 41 | 2   | 30   |
| 6   | Valencia F.C.       | 30 | 10 | 6  | 14 | 34 | 46 | -12 | 26   |
| 7   | Anzoategui F.C.     | 30 | 8  | 7  | 15 | 51 | 62 | -11 | 23   |
| 8   | U.D. Canarias       | 30 | 6  | 10 | 14 | 27 | 51 | -24 | 22   |
| 9   | Atlético Aragua     | 16 | 0  | 0  | 16 | 11 | 41 | -30 | 0    |

|  | Campeón, clasificado para la Copa Libertadores 1968.    |
|  | Subcampeón, clasificado para la Copa Libertadores 1968. |